# Heinrich Fick (Maler)
Heinrich Fick (* 2. Juni 1860 in Nürnberg; † aufgefunden am 10. April 1911 ebenda) war ein gehörloser deutscher Maler, Behindertenaktivist und Alpinist.

## Leben und Wirken
Heinrich Fick wurde als evangelischer Sohn des Nürnberger Bäckermeisters (Johann) Georg Fick (* 1. Januar 1829 in Rückersdorf; † 21. Januar 1905 in Nürnberg) und dessen Frau Margaretha, geborene Lipfert (* 2. November 1833 in Betzenstein; † 24. August 1881 in Nürnberg) geboren. Sein Geburtshaus mit Bäckerei am Äußeren Laufer Platz 2 in Nürnberg wurde 1945 bei einem Bombenangriff zerstört.
Fick war gut befreundet mit dem ebenfalls gehörlosen Nürnberger Kunstprofessor Paul Ritter und war in München als Kunstmaler tätig. Dort heiratete er Amalie Spott (* 1886 in München; † 1978 ebenda), deren Eltern Ferdinand Spott und Julie aus Schweinfurt stammten und taub waren. Mit ihr bekam er drei Kinder. Ab 1899 wohnte er in der Villa der Familie Spott in der Hofmillerstraße 32. Die Villa ließ Ferdinand Spott, Modelleur und Ciseleur, in diesem Jahr errichten.
Am 2. April 1898 war er einer der fünf Gründer der Taubstummengesellschaft „Hufeisen – Kunst und Handwerk“, die heute noch unter dem Namen Gehörlosenverein „Hufeisen“ 1898 München e. V. besteht. Der Name des Vereins geht zurück auf ein Hufeisen, dass die fünf Gründer bei einer Wanderung gefunden hatten. Der Verein sollte den Zweck verfolgen, gehörlose Künstler und Kunsthandwerker zu schützen. Laut dem späteren Vereinsvorsitzenden Peter Funke war Fick „eine große Persönlichkeit, ein angesehener Künstler in München“.
1901 wurde der Zentralverband für das Wohl hilfsbedürftiger Taubstummer Bayerns gegründet, dessen Vorstand Heinrich Fick bis zu seinem Tod war. 1908 fand der 7. Deutsche Taubstummen-Kongress (vergl. Geschichte der Gehörlosen: 1873) unter seiner Leitung in München statt, dessen Präsident er war.
Heinrich Fick war aktiver Bergsteiger. Verschiedenen Mitteilungen des DÖAV sowie einem dokumentierten Vortrag des Bildhauers Fritz Christ im Jahr 1903 ist zu entnehmen, dass er 1891 Führer einer Seilschaft bei der Erstbesteigung des Totenkirchls durch den „Christ-Fick-Kamin“ war.
Am 10. April 1911 wurde er tot auf dem Johannisfriedhof in Nürnberg gefunden, wo er sich  am Grab seiner Eltern erschossen hatte (Zitat aus dem Fränkischen Kurier vom 11. April 1911: „..., dass sich ein auswärtiger Kunstmaler auf dem Johannisfriedhof ‚einen Schuß in die rechte Schläfe beigebracht‘ hatte“). Die Grabstelle wurde im Jahr 1975 aufgelöst; der Grabstein ohne Inschrift steht noch.
Im Dokumentations- und Bildungszentrum zur Bayerischen Geschichte der Gehörlosen beim Landesverband Bayerns der Gehörlosen e. V. in München hängt ein vom ebenfalls gehörlosen Kunstmaler Anton Kaulbach (1864–1934) gemaltes Porträt Heinrich Ficks aus dem Jahr 1908.

## Ehrungen
Neben dem nach ihm und Fritz Christ benannten „Christ-Fick-Kamins“ am Totenkirchl ist nach ihm seit 2002 im Münchener Gehörlosenzentrum in der Lohengrinstraße 11 der „Heinrich-Fick-Saal“ benannt.